# 诺基亚E75
诺基亚 E75（Nokia E75），是诺基亚公司出品的一款智能手机。E75是一部基于S60第三版FP2的，并且附带一个普通直板键盘和一个侧推式QWERTY键盘的商务手机，这一概念有些类似于NOKIA自己早时推出的E65。E75是诺基亚公司继E71成功之后的一次概念性升级。

## 性能参数
- ARM11 369MHz 处理器
- 机身内存：256MB ROM+128MB RAM
- 四频 GSM / GPRS / EDGE: GSM 850 / 900 / 1800 / 1900
- 双频 UMTS / HSDPA: UMTS 900 / 2100 (E71-1) or UMTS 850 / 1900 (E71-2) or UMTS 850 / 2100 (E71-3)
- 集成GPS
- FM收音机 87.5-108 MHz
- 带有自动对焦功能和LED闪光灯的320万像素的摄像头
- 前置30万像素摄像头用于支持视频通话
- 1670万色 2.4英寸QVGA TFT屏幕 240*320像素
- QWERTY键盘
- 直板键盘
- 2.5耳机接口

注：E75没有在中国大陆销售